# Município de Faucett (condado de Halifax, Carolina do Norte)
Localização da Carolina do Norte nos E.U.A.
O município de Faucett (em inglês: Faucett Township ) é um município localizado no  condado de Halifax no estado estadounidense da Carolina do Norte. No ano 2010 tinha uma população de 1.738 habitantes.

## Geografia
O município de Faucett encontra-se localizado nas coordenadas 36° 27′ 20,54″ N, 77° 40′ 18,93″ O.